# فيليزو بيليني (بافيا)
فيليزو بيليني (بالإيطالية: Vellezzo Bellini)‏ هي بلدة تقع في مقاطعة بافيا بإقليم لومبارديا في شمال إيطاليا. تبلغ مساحة هذه المدينة 7.9 (كم²)، وترتفع عن سطح البحر م، بلغ عدد سكانها 2565 نسمة في عام 2004 حسب إحصاء المعهد الوطني للإحصاء.

## السكان
في سنة 1861 بلغ عدد السكان 1٬302 نسمة، وتطور العدد ليصل في سنة 2011 لـ 3٬066 نسمة.
يظهر هذا المخطط البياني تطور النمو السكاني لـ فيليزو بيليني (بافيا)